# Municipio de Rich (Míchigan)
El municipio de Rich (en inglés: Rich Township) es un municipio ubicado en el condado de Lapeer en el estado estadounidense de Míchigan. En el año 2010 tenía una población de 1623 habitantes y una densidad poblacional de 17,78 personas por km².

## Geografía
El municipio de Rich se encuentra ubicado en las coordenadas 43°16′43″N 83°17′39″O / 43.27861, -83.29417. Según la Oficina del Censo de los Estados Unidos, el municipio tiene una superficie total de 91.27 km², de la cual 90,6 km² corresponden a tierra firme y (0,74 %) 0,68 km² es agua.

## Demografía
Según el censo de 2010, había 1623 personas residiendo en el municipio de Rich. La densidad de población era de 17,78 hab./km². De los 1623 habitantes, el municipio de Rich estaba compuesto por el 96,86 % blancos, el 0,55 % eran afroamericanos, el 0,37 % eran amerindios, el 0,25 % eran asiáticos, el 0,25 % eran de otras razas y el 1,73 % eran de una mezcla de razas. Del total de la población el 2,28 % eran hispanos o latinos de cualquier raza.